# Hélène Couplet-Clément
Hélène Couplet-Clément geboren als Hélène Clément (Doornik, 10 maart 1971) is een Belgisch politica van cdH.

## Levensloop
Couplet-Clément werd beroepshalve lerares en tevens psychologe.
Ze trad toe tot de cdH en was voor deze partij van 2006 tot 2018 gemeenteraadslid van Doornik. Bovendien zetelde ze in juli 2009 namens de kieskring Henegouwen in de Kamer van volksvertegenwoordigers in vervanging van Catherine Fonck. Na twee weken moest ze het parlement echter verlaten nadat het ministerschap van Fonck in de Franse Gemeenschapsregering ten einde kwam.